# Buford (Dakota du Nord)
Pour les articles homonymes, voir Buford.
Buford est une communauté non incorporée située dans le comté de Williams à l'extrémité ouest de l'État du Dakota du Nord aux États-Unis.
Il s'agit de la commune la plus proche du site historique Fort Union Trading Post National Historic Site. Elle doit son nom au fort Buford, situé au niveau de la confluence des rivières Missouri et Yellowstone.

## Source
- (en) Cet article est partiellement ou en totalité issu de l’article de Wikipédia en anglais intitulé « Buford, North Dakota » (voir la liste des auteurs).